# Sitio de Pamplona (1813)
En el sitio de Pamplona (26 de junio – 31 de octubre de 1813) una fuerza militar española dirigida por el capitán general Enrique José) O'Donnell y más tarde por el  Mayor General Carlos de España bloqueó una guarnición militar francesa bajo el mando del General de brigada de Louis Pierre Jean Cassan. En primera instancia, las tropas de Arthur Wellesley, Marqués de Wellington rodearon rápidamente la ciudad, pero pronto se sustituyeron sus tropas por unidades españolas. A finales de julio de 1813, el Mariscal Nicolás de Soult intentó liberar la ciudad del cerco, pero fracasó durante la batalla de Roncesvalles. La ciudad de Cassagnes se rindió a los españoles después de que las tropas francesas en la ciudad fueran rodeadas y entraran en un estado de inanición. Las negociaciones de paz se vieron interrumpidas tanto por las amenazas de ataques con artillería francesa hacia las fortificaciones españolas como por las amenazas españolas de masacrar a toda la guarnición francesa, ninguna de ellas se llevaron a efecto. Pamplona se encuentra en el Río Arga en Navarra, al norte de España. El asedio de la ciudad se produjo durante la Guerra de la independencia española, formando parte de las guerras napoleónicas.

## Trasfondo
El Marqués de Wellington logró expulsar a los Franceses del norte de España durante la Batalla de Vitoria (21 de junio de 1813.) Durante la tarde del 24 de junio, el derrotado ejército de José Bonaparte y el Mariscal Jean-Baptiste Jourdan se abrieron paso hasta Pamplona. No obstante, los soldados franceses no tuvieron permiso de ingresar a las fortificaciones por el temor de posibles saqueos a los suministros alimenticios. Al día siguiente, La brigada de caballería de Victor Alten apareció frente a Pamplona, acompañado de la división de Infantería Ligera Anglo-Portuguesa. Las autoridades locales de Pamplona más tarde afirmarían que el bloqueo alrededor de la ciudad se constituyó el 25 de junio. Una segunda fuente afirmó que el 26 de junio fue la fecha del bloqueo. el 26 de junio Wellington, tenía pensado cerrar Pamplona desde el lado sur con la infantería Anglo-Portuguesa y la 4.ª División mientras que en el lado norte usaría la 3.ª y 7.ª División. Sin embargo, el comandante en jefe del ejército Británico descubrió una forma de cercar a las tropas de Bertrand Clausel , así que envió a la Infantería Anglo-Portuguesa y la 4.ª División en marcha detrás de las tropas Francesas. La 3.ª y 7.ª División recibieron órdenes de seguir a las unidades de Rowland Hill para apoyarlos.
Allí hubo  una pequeña oportunidad de Wellington para iniciar una persecución de los debilitados ejércitos de José y Jourdan. Hay varias razones por las que Wellington no intentó esto, a pesar de que algunos de sus oficiales lo esperaban con ansias. La principal razón era que el Imperio ruso y el Reino de Prusia habían firmado la Tregua de Plaswitz con Napoleón el 4 de junio. Si Rusia y Prusia tenían una  paz permanente con el Imperio francés, Wellington tendría que renunciar a todos sus posibles avances en el Primer Imperio francés. Como era esperado, la Tregua terminó el 11 de agosto y el Imperio Austriaco se unió a los Aliados, no obstante Wellington no se enteró de esta alianza hasta el 7 de septiembre. Entre otras razones, los Británicos y portugueses no habían establecido su nueva línea de suministro a través del puerto de Santander por lo tanto el ejército estaba experimentando graves desorganizaciones y había problemas políticos con las Cortes de Cádiz.
La ofensiva de Wellington que comenzó en Vitoria terminaría a finales de mayo del mismo año. Mientras su ejército se preparaba para chocar contra las tropas enemigas, las cuatro divisiones francesas bajo el mando de Clauzel estaban mucho más lejos que las tropas de Wellington, dichas divisiones se encontraban en los Pirineos tratando de cazar a Francisco Espoz y Mina y sus guerrillas. El 12 y 13 de mayo, Clauzel liberó una ofensiva contra la base de Mina, ubicada en Roncal, pero el líder guerrillero logró escapar de su derrota. Mientras tanto, las tropas de Clauzel no eran capaces de ayudar al principal ejército francés encargado de derrotar a Wellington. José mandó a Clauzel una nota solicitando el regreso de las tres divisiones enviadas al bando de Clauzel en el 27 de mayo, pero las tropas de Clauzel solo aparecieron en Vitoria un día después de la batalla decisiva. Al darse cuenta de la situación, el general francés se retiró rápidamente. La inteligencia inglesa entregó la ubicación de Clauzel a Wellington, el cual de inmediato ordenó una persecución contra las tropas francesas.

## Asedio

### Junio–julio
Tras varios días de ardua marcaha, Wellington abandonó la onutil persecución de la columna de Clauze y dirigió sus cuatro divisiones hacia Pamplonal. La  2.ª división Anglo-Portuguesa, al mando de Hill, partió de Pamplona el 2 de julio y se dirigió hacia el norte. La 7ª División ligera siguió al cuerpo de Hill los días 3 y 4 de julio. Esto dejó a las divisiones 3.ª, 4.ª y 6.ª bajo el mando de George Ramsay, IX conde de Dalhousie, encargado de llevar a cabo el bloqueo. Como los 11.000 hombres del Ejército de Reserva de Andalucía de O'Donnell habían forzado recientemnte la rendición de los fuertes de Pancorbo, el 2 de julio Wellington ordenó al general español que llevase sus tropas al bloqueo de Pamplona.

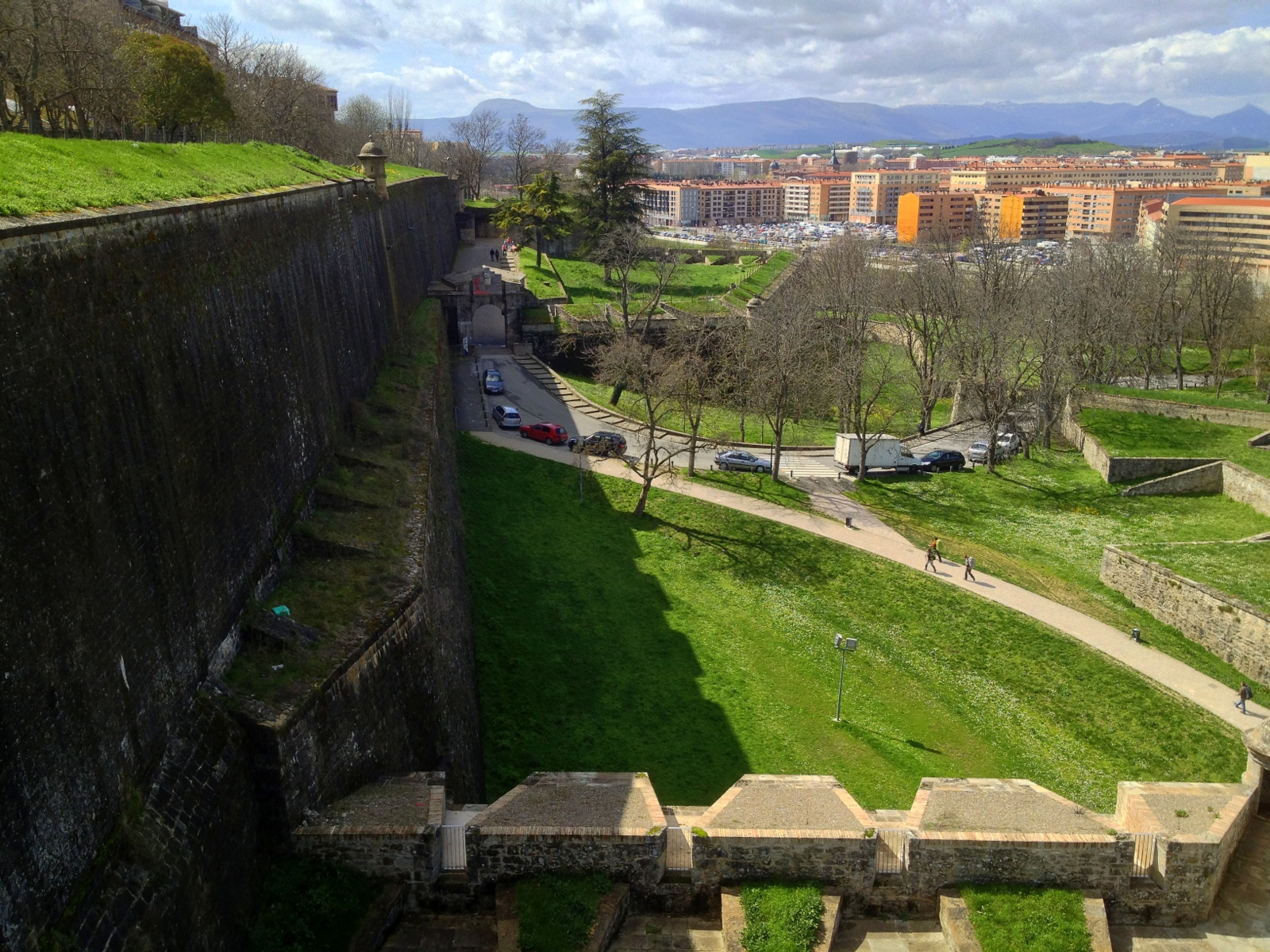
Los antiguos muros de Pamplona aun se preservan.

Antes de sus operaciones de mayo contra Mina, Clauzel había depositado 54 cañones de campaña dentro de la fortaleza de Pamplona. El 15 de junio un convoy llegó desde Francia con comida para 2.500 Hombres. Tras arrasar la base de Mina, Clauzel regresó a Pamplona el 18 de junio, dejando allí a Cassan con  una guarnición que incluía al 1.º y 2.º Batallón del 52.º Regimiento de Infantería de Línea, el 4.º Batallón de la 117.ª Línea y 800 hombres de la 3.ª Legión de Gendarmería. Cuando el debilitado ejército de José Bonaparte y de Jourdan pasó por Pamplona dejaron en la plaza los soldado enfermos e incapacitados soldados, así como 40 hombres del Regimiento n°71 Highlanders capturados en Vitoria. A estos pronto se unieron varios cientos de rezagso que Cassan organizón en un "batallón de destacamentos". En el inicio del asedio Cassan comandaba una guarnición de 3.800 soldados y 80 cañones pesados montados en las paredes.

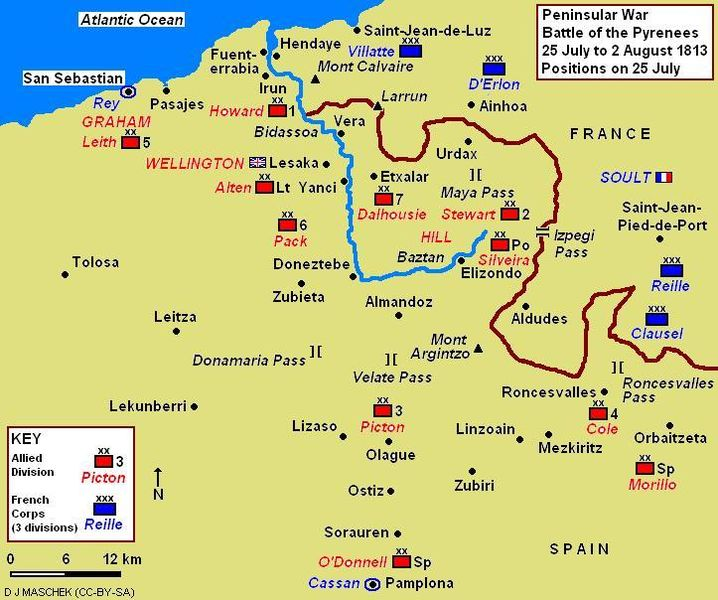
La batalla de los Pirineos, 25 de julio de 1813 con Pamplona en el centro

Mientras que las divisiones Anglo-Portuguesas bloqueaban la ciudad, los ingenieros militares construían nueve reductos a una distancia de 1.200 a 1.500 metros de la fortaleza, cada reducto tenía una guarnición interna de 200-300 hombres y estaban fuertemente equipados con artillería de campaña capturada en Vitoria. Las tropas de O'Donnell llegaron a Pamplona el 12 de julio, reemplazando a las tres divisiones Anglo-Portuguesas de Dalhousie. Los 14.183 soldados de O'Donnell se organizaron en dos divisiones de infantería comandadas por los generales Creagh y Echevarri y una brigada de caballería dirigida por el general Bárcena. Creagh tenía 6,454 hombres divididos en siete batallones, Echevarri 6,617 soldados distribuidos en siete batallones, Barcena mandó 828 tropas en dos regimientos. Entre todas las fuerzas había 284 Artilleros.
La fortaleza de Pamplona se encuentra en la zona sur del Río Arga rodeada de murallas, una poderosa ciudadela se sitúa en el lado sur de la fortaleza. Dos fuertes periféricos fueron abandonados y destruidos por Cassan, porque requerían guarniciones demasiado numerosas. Wellington insistió en que no era necesario el envió de piezas de artillería para apoyar a los 12 cañones de campaña de O'´Donnell. Las armas de asedio aliadas fueron reservadas para el Asedio de San Sebastián. El bloqueo español de la ciudad se pudo mantener gracias a un cordón interno de piquetes ubicados alrededor de la ciudad. El cordón exterior incorporaba pueblos fortificados y a los nueve reductos construidos por los ingenieros, cada uno armado con dos cañones. Tan eficaz fue el bloqueo que no existió comunicación entre la guarnición francesa y el Mariscal Soult.
El 26 de julio, La guarnición de Cassan escuchó los lejanos sonidos de la batalla al noreste, en la dirección del paso de Roncesvalles. El ruido provenía de una escaramuza entre las divisiones de Clauzel y la 4.ª División de Lowry Cole en Lizoáin. Al día siguiente, la 3° División de Thomas Picton y la división española de Pablo Morillo comenzaron a ocupar posiciones cerca de la ciudad, lo que indicaba que las tropas francesas podían estar cerca. La división española de O'Donnell en el lado sur de Pamplona marcharon para lograr unirse con los aliados en la tarde del mismo día. Cassan tuvo una posibilidad de enviar a su guarnición a través de la brecha y escapar hacia el este. Sin embargo, él quería controlar la ciudad cuando el ejército de relevo abiera paso, de modo que perdió esta oportunidad.
El 27 de julio Cassan llevó a cabo una salida cruzando Villava, por el lado norte de la fortaleza, pero no logró hacer retrocedera a los defensores aliados. Esa noche, las fogatas del campamento de la división francesa de Maximilien Sebastien Foy eran visibles a 5 millas (8 km) de distancia. La batalla de Sorauren comenzó el 28 de julio, pero ninguna de las tropas de Foy logró llegar debido a que fueron bloqueadas por la guarnición de Picton. Ese día, la división de Carlos de España logró ocupar el lado sur de Pamplona. Tras dos días, se escucharon nuevos sonidos de otra batalla. En el transcurso del mismo día, los sonidos se retiraron hacia el noroeste, y quedó claro que el ejército de apoyo de Soult se estaba retirando.

### Agosto–octubre

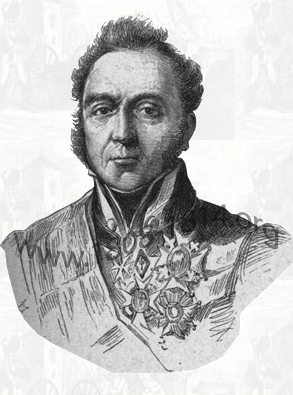
Carlos de España

Pese a la enorme decepción de haber presenciaado el fracaso del socorro de Pamplona, Cassan se las arregló para mantener la moral de su guarnición al menos durante tres meses más. Las fuerzas españolas enviaron emisarios a la guarnición para anunciar la victoria de los aliados en la Batalla de San Marcial del 31 de agosto y en la Batalla del Bidasoa del 7 de octubre, con el fin de convencer a los franceses de que su situación era desesperada. Sin embargo, Cassan estaba decidido a resistir, al menos, hasta que se le acabarán las provisiones. Los campos cercano a las murallas de Pamplona eran fértiles con abundantes trigales y huertos. Por esto, de julio a septiembre, las tierras cercanas a las ciudad fueron el objetivos de numerosas partidas  enviadas por Cassan para recoger alimentos. Normalmente, el comandante francés enviaba una fuerza de 500 soldados que rompían el cordón interior de piquetes. Las tropas cosechaban trigo o recogían patatas hasta que aparecía una fuerza superior de soldados españoles, provocando que los franceses se retirasen a Pamplona con la comida que habían obtenido.
El 9 de septiembre, Carlos de España fue herido en el muslo durante una escaramuza con un francés que se encontraban realizando actividades de forrajeo. Después de que se acabaron las cosechas, Cassan inició expediciones para recoger leña. A finales de septiembre el comandante francés administró media ración a su guarnición, e intentó expulsar a la población civil de Pamplona pero Carlos de España ordenó a sus tropas que abriesen fuego y los civiles volvieron a la ciudad. Cassan ordenó matar a todos los caballos de los gendarmes para que sirviesen como alimento. No obstante, esto no fue suficiente, desesperados los soldados hambrientos mataron perros, gatos y ratas, luego desenterraron raíces, y alguna de ellas resultaron ser cicuta venenosa.  Para octubre, había más de 1000 hombres en el hospital, muchos de ellos enfermos de escorbuto. En ese momento, una oleada de desertores comenzó a salir de la ciudad; su mayoría eran alemanes, italianos, belgas y españoles que se habían unido anteriormente al ejército pro-francés. El 24 de octubre Cassan se vio obligado a enviar un oficial para negociar  su rendición.
Cassan propuso a Carlos de España que le permitiesen a él y su guarnición marchar junto con seis cañones y provisiones para unirse a Soult. En respuesta, Carlos de España insistió en que la rendición debería ser incondicional. Debido a esto, Cassan amenazó con destruir las fortificaciones de Pamplona y abrirse paso hasta la frontera francesa. Más tarde Cassan admitiría, en un informe al gobierno francés, que esto era solo un engaño pues debido al hambre sus soldados apenas podían recorrer tres millas. Carlos respondió señalando que había 25.000 soldados aliados entre Pamplona y la frontera francesa. Además el general español prometió que si los franceses volaban la fortaleza, el ordenaría a su hombres que no hiciesen prisioneros y que probablemente los campesinos matarían a cualquiera que escapase. Wellington envío una caraa a De España pidiéndole que si dañaban la ciudad fusilase a todos los oficiales franceses y los soldados rasos diezmados.
Ante esta situación Cassan solicitó que sus soldados fuesen liberados bajo la promesa de no luchar contra los aliados durante un año y un día. De España se negó, señalando que los oficiales franceses eran famosos por no cumplir sus compromisos. Finalmente, Cassan tuvo que aceptar las condiciones de Carlos de España, permitiendo a los soldados marchar con los honores de guerra pero obligándolos a deponer las armas a 274 metros de las puertas de Pamplona y enviándolos a campos de prisioneros en Inglaterra. Pese a estar disponibles para ser intercambiados, los soldados enfermos también fueron tomados como prisioneros. aunque estaban disponibles para intercambio. Los funcionarios franceses que se encontraban en Pamplona podían ser intercambiados por ciudadanos españoles retenido en Francia, y las mujeres, los niños y los hombres mayores de 60 años podían quedar libres. Sin embargo, los desertores españoles y británicos junto con subditos españoles profranceses, debían ser entregados a sus captores; algunos de este grupo fueron ejecutados por los españoles. Como dato curioso, se dice que un número pequeño prisioneros de guerra españoles profranceses lograron escapar de sus castigos utilizando uniformes franceses o haciéndose pasar por mujeres francesas.

## Resultado
El historiador Digby Smith afirma que las perdidas francesas fueron un total de 3.450 hombres (500 muertos, 800 heridos y 2.150 capturados), mientras que estima una pérdida de 2.000 hombres españoles entre muertos, heridos y capturados. Carlos Omán señaló que, a finales de septiembre, las fuerzas españolas sumaban 3.200 hombres y la División de O'Donnell se conformaba de otros 5.000 soldados, mientras que había 700 miembros de la caballería y 300 artilleros. Por lo tanto, había cerca de 9.500 soldados. La división de O'Donnell fue reemplazada por los 5.000 soldados liderados por el Príncipe de Anglona. Omán señaló que fue una suerte que las negociaciones terminaron en una entrega pacífica, debido a que el comportamiento español durante la primera guerra carlista demostró que las fuerzas españolas eran lo suficientemente crueles como para recurrir a las masacres, como las perpetradas por los británicos en Badajoz y San Sebastián contra civiles españoles.
Wellington creía que las fuerzas españolas eran negligentes con respecto a permitir que los franceses consiguiesen comida . El comandante británico pensaba que si los campos de trigo hubiesen sido quemados y los jardines hubiesen sido destruidos, Pamplona habría caído tres semanas antes. De hecho, la capacidad de resistencia de las tropas de Cassan forzó a las tropas de Wellington a mantenerse en el pase de Roncevaux en donde las constantes lluvias y nevadas provocaron que numerosos soldados fueran enviados al hospital. Además, Wellington se negó a ordenar a su ejército dirigirse hacia Francia luego de que Pamplona fue tomada. Debido a esto, Cassan realizó un buen servicio a su emperador.